# Petter Øverby
Petter Øverby (Kongsvinger, 26 de marzo de 1992) es un jugador de balonmano noruego que juega de pívot en el THW Kiel alemán. Es internacional con la selección de balonmano de Noruega.
Con la selección ganó la medalla de plata en el Campeonato Mundial de Balonmano Masculino de 2017 y en el Campeonato Mundial de Balonmano Masculino de 2019.

## Palmarés

### Elverum
- Liga de Noruega de balonmano (2): 2016, 2017

### THW Kiel
- Liga de Alemania de balonmano (1): 2023
- Supercopa de Alemania de balonmano (2): 2022, 2023

## Clubes
- Elverum Handball (2015-2017)
- KIF København (2017-2018)
- HC Erlangen (2018-2022)
- THW Kiel (2022- )